# Depressão exogâmica
Em biologia, a depressão exogâmica ocorre quando os cruzamentos entre dois grupos ou populações geneticamente distantes resultam numa redução da aptidão biológica. O oposto da depressão exogâmica é a chamada depressão endogâmica, embora os dois efeitos possam ocorrer simultaneamente em características diferentes. A depressão exogâmica é um risco que às vezes limita o potencial de resgate ou aumento genético.